# مارکو گرول
مارکو گرول (انگلیسی: Marco Grüll؛ زادهٔ ۶ ژوئیهٔ ۱۹۹۸) بازیکن فوتبال اهل اتریش است.
از باشگاه‌هایی که در آن بازی کرده‌است می‌توان به باشگاه فوتبال رید اشاره کرد.
وی همچنین در تیم‌های ملی فوتبال زیر ۲۱ سال اتریش و اتریش بازی کرده‌است.